# Libia
«Лібія» (італ. Libia) — бронепалубний крейсер Королівських ВМС Італії початку XX століття.

## Історія створення
Крейсер «Лібія» був замовлений Туреччиною та отримав назву «Drama» (на честь однойменного санджаку на території сучасної Греції).
Закладений у 1907 році на верфі «Cantiere Ansaldo» в Генуї.
З початком італійсько-турецької війни крейсер був реквізований італійським урядом та перейменований на «Лібія», на честь щойно завойованої провінції.
Спущений на воду 11 листопада 1912 року, вступив у стрій 25 березня 1913 року.

## Конструкція
Турецький уряд замовив корабель досить застарілої конструкції, подібний до крейсера «Гамідіє», збудованого в Англії. Корабель не мав навіть мінімального бортового бронювання.  Товщина броні палуби та бойової рубки становила 100 мм, щитів гармат - 76 мм.
Силова установка складалась з 16 парових котлів та двох парових машин, потужність становила 11 530 к.с., що було менше замовлених 12 500 к.с. 
Озброєння складалось з двох 152-мм гармат  152/50 A. Mod. 1918 L/50, восьми 120-мм гармат 120/45, восьми 47-мм гармат, шести 37-мм гармат та двох надводних торпедних апаратів.
Спочатку корабель був класифікований як «Бойовий корабель 4-го класу» (італ. Nave di battaglia di 4 classe) (у той час італійські кораблі поділялись на 5 класів без розрізнення броненосців та крейсерів). Пізніше він був перекласифікований на розвідника (італ. esploratore), а у 1929 році на крейсер (італ. incrocciatore).
Під час Першої світової війни на кораблі були встановлені три 76-мм зенітні гармати. У 1929 році були демонтовані 152-мм гармати.

## Історія служби
3 серпня 1914 року крейсер «Лібія» прибув в албанський порт Дуррес, де відбувались заворушення, викликані втечею князя Вільгельма. Італійці висадили 2-тисячний десант для наведення ладу у місті.
Після вступу Італії у війну крейсер «Лібія» разом із крейсерами «П'ємонте», «Агордат» і декількома італійськими та французькими есмінцями залучався до патрулювання в протоці Отранто.
Протягом 1921-1922 років крейсер під командуванням капітана Ернесто Бурцальї здійснив навколосвітнє плавання, під час якого відвідав, зокрема, США та Австралію. Під час перебування у Сан-Франциско тоді ще невідомий режисер Френк Капра зняв короткий документальний фільм про корабель, який був першим фільмом режисера.
У 1926 році крейсер разом з крейсерами «Сан-Марко» та «Сан-Джорджо» і канонерськими човнами «Кабото» та «Карлотто» вирушив до Китаю, де кораблі підтримували італійські частини (італ. Battaglione Italiano in China), які захищали консульства в Пекіні та Шаньхайгуані.
29 червня 1929 року «Лібія» зіткнувся з китайським кораблем «SS Kangtai», який внаслідок зіткнення затонув, при цьому загинуло 30 членів екіпажу китайського корабля.
Крейсер «Лібія» залишався у китайських водах до 1935 року, коли його замінив крейсер «Куарто».
Після повернення до Італії він був поміщений в док. У 1937 році корабель був виключений зі складу флоту та проданий на злам.